# Brestovica pri Povirju
Brestovica pri Povirju – wieś w Słowenii, w gminie Sežana. W 2018 roku liczyła 47 mieszkańców.